# Liste der Naturdenkmale in Bad Mergentheim
| Naturdenkmale | Anzahl |
| ------------- | ------ |
| FND           | 30     |
| END           | 29     |
| Gesamt        | 59     |

Die Liste der Naturdenkmale in Bad Mergentheim nennt die verordneten Naturdenkmale (ND) der im baden-württembergischen Main-Tauber-Kreis liegenden Stadt Bad Mergentheim. Diese besteht aus der Kernstadt Bad Mergentheim und 13 weiteren Stadtteilen sowie die den Stadtteilen zugehörigen Ortsteilen, die seit der Gemeindereform der 1970er Jahre zu Bad Mergentheim gehören (Bad Mergentheim-Stadt mit Bad Mergentheim, Althausen, Apfelbach mit Apfelbach und dem Gehöft Staatsdomäne Apfelhof, Dainbach, Edelfingen, Hachtel, Herbsthausen, Löffelstelzen, Markelsheim, Neunkirchen, Rengershausen, Rot mit den Ortsteilen Dörtel und Schönbühl, Stuppach mit den Ortsteilen Lillstadt und Lustbronn, sowie Wachbach).
In Bad Mergentheim gibt es insgesamt 59 als Naturdenkmal geschützte Objekte, davon 30 flächenhafte Naturdenkmale (FND) und 29 Einzelgebilde-Naturdenkmale (END).
Stand: 31. Oktober 2016.

## Einzelgebilde-Naturdenkmale (END)
| Name                                                          | Bild | Kennung     | Einzelheiten                                                        | Position | Fläche Hektar | Datum         |
| ------------------------------------------------------------- | ---- | ----------- | ------------------------------------------------------------------- | -------- | ------------- | ------------- |
| Bergahorn Willinger Tal                                       |      | 81280070063 | Bad Mergentheim 2020 ist nur noch ein junger Ahornbaum vorzufinden. | ⊙        | 0,0           | 10. März 1992 |
| Feldahorn im Gewann Drillberg, Vorderes Wolfental             |      | 81280070005 | Bad Mergentheim Gemarkung Mergentheim                               | ⊙        | 0,0           | 21. Dez. 1981 |
| Speierling Kitzberg Vorderer Kitzberg                         |      | 81280070064 | Bad Mergentheim Gemarkung Mergentheim                               | ⊙        | 0,0           | 10. März 1992 |
| Stieleiche Igelstrut                                          | BW   | 81280070053 | Bad Mergentheim                                                     | ⊙        | 0,0           | 10. März 1992 |
| Tanne im Gewann Gemeindewald Wolfstal Distr. VII, Abt. 3      | BW   | 81280070001 | Bad Mergentheim                                                     | ⊙        | 0,0           | 21. Dez. 1981 |
| Vierlings-Eiche im Gewann „Edelberg-Moosich“                  |      | 81280070029 | Bad Mergentheim Gemarkung Stuppach                                  | ⊙        | 0,0           | 21. Dez. 1981 |
| Winterlinde im Gewann Ziegeläcker                             | BW   | 81280070003 | Bad Mergentheim                                                     | ⊙        | 0,0           | 21. Dez. 1981 |
| 1 Birnbaum im Gewann „Bildäcker“                              |      | 81280070023 | Bad Mergentheim Gemarkung Rengershausen                             | ⊙        | 0,0           | 21. Dez. 1981 |
| 1 Birnbaum im Gewann „Gartenäcker“                            |      | 81280070021 | Bad Mergentheim Gemarkung Rengershausen                             | ⊙        | 0,0           | 21. Dez. 1981 |
| 1 Birnbaum im Gewann „Höheäcker“                              |      | 81280070025 | Bad Mergentheim Gemarkung Stuppach                                  | ⊙        | 0,0           | 21. Dez. 1981 |
| 1 Birnbaum im Gewann „Neunmorgenäcker“                        |      | 81280070027 | Bad Mergentheim Gemarkung Stuppach                                  | ⊙        | 0,0           | 21. Dez. 1981 |
| 1 Birnbaum im Gewann „Schindbaum“                             |      | 81280070013 | Bad Mergentheim Gemarkung Löffelstelzen                             | ⊙        | 0,0           | 21. Dez. 1981 |
| 1 Birnbaum im Gewann „Steinäcker“                             | BW   | 81280070010 | Bad Mergentheim                                                     | ⊙        | 0,0           | 21. Dez. 1981 |
| 1 Birnbaum im Gewann „Wolfsäcker“                             |      | 81280070019 | Bad Mergentheim Gemarkung Rengershausen                             | ⊙        | 0,0           | 21. Dez. 1981 |
| 1 Eiche im Gewann „Roggenberg“                                |      | 81280070017 | Bad Mergentheim Gemarkung Markelsheim                               | ⊙        | 0,0           | 21. Dez. 1981 |
| 1 Traubeneiche im Gewann „Stöckerbild Distr. IX, Abt. 1 a 13“ | BW   | 81280070009 | Bad Mergentheim                                                     | ⊙        | 0,0           | 21. Dez. 1981 |
| 1 Walnussbaum im Gewann „Laibacherberg“                       |      | 81280070020 | Bad Mergentheim Gemarkung Rengershausen                             | ⊙        | 0,0           | 21. Dez. 1981 |
| 2 Eichen im Gewann „Katzenberg Distr. XXX, Abt. 4“            | BW   | 81280070008 | Bad Mergentheim                                                     | ⊙        | 0,0           | 21. Dez. 1981 |
| 2 Eichen im Gewann Oberbürgerwald Distr. XXX, Abt. 2          | BW   | 81280070007 | Bad Mergentheim                                                     | ⊙        | 0,0           | 21. Dez. 1981 |
| 2 Linden im Gewann Drillberg                                  |      | 81280070004 | Bad Mergentheim Gemarkung Mergentheim                               | ⊙        | 0,0           | 21. Dez. 1981 |
| 2 Linden im Gewann „Heiligenrain“                             |      | 81280070024 | Bad Mergentheim Gemarkung Stuppach                                  | ⊙        | 0,0           | 21. Dez. 1981 |
| 2 Linden im Gewann „Schrelle“                                 | BW   | 81280070012 | Bad Mergentheim                                                     | ⊙        | 0,0           | 21. Dez. 1981 |
| 2 Winterlinden im Gewann „Am Friedhof“                        |      | 81280070011 | Bad Mergentheim Gemarkung Herbsthausen                              | ⊙        | 0,0           | 21. Dez. 1981 |
| 3 Linden im Gewann „Spatzenklinge“                            |      | 81280070015 | Bad Mergentheim Gemarkung Stuppach, Flur 2, Lustbronn               | ⊙        | 0,0           | 21. Dez. 1981 |
| 3 Tannen im Gewann Gemeindewald Wolfstal Distr. VII, Abt. 2   | BW   | 81280070006 | Bad Mergentheim                                                     | ⊙        | 0,0           | 21. Dez. 1981 |
| Legende für Naturdenkmal                                      |      |             |                                                                     |          |               |               |

## Ehemalige Einzelgebilde-Naturdenkmale
| Name                                  | Bild | Kennung     | Einzelheiten                              | Position | Fläche Hektar | Datum         |
| ------------------------------------- | ---- | ----------- | ----------------------------------------- | -------- | ------------- | ------------- |
| 1 Birnbaum im Gewann „Langer Grund“   | BW   | 81280070022 | Bad Mergentheim 2019 nicht mehr vorhanden | ⊙        | 0,0           | 21. Dez. 1981 |
| 1 Birnbaum im Gewann „Schindbaum“     | BW   | 81280070014 | Bad Mergentheim 2021 nicht mehr vorhanden | ⊙        | 0,0           | 21. Dez. 1981 |
| 1 Birnbaum im Gewann „Steinige Äcker“ | BW   | 81280070028 | Bad Mergentheim 2020 nicht mehr vorhanden | ⊙        | 0,0           | 21. Dez. 1981 |
| 1 Linde im Gewann „Eichholz“          | BW   | 81280070016 | Bad Mergentheim 2020 nicht mehr vorhanden | ⊙        | 0,0           | 21. Dez. 1981 |
| Legende für Naturdenkmal              |      |             |                                           |          |               |               |